# Wohnhaus Lange Straße 5
Das Wohnhaus Lange Straße 5 in Hoya in der Nähe der Weser wurde in der ersten Hälfte des 19. Jahrhunderts gebaut.
Das Geburtshaus von Johann Beckmann (1739–1811) stammt von 1614 und wird heute als Beckmann-Haus genutzt.
Das Gebäude steht unter Denkmalschutz (siehe auch Liste der Baudenkmale in Hoya).

## Beschreibung und Geschichte

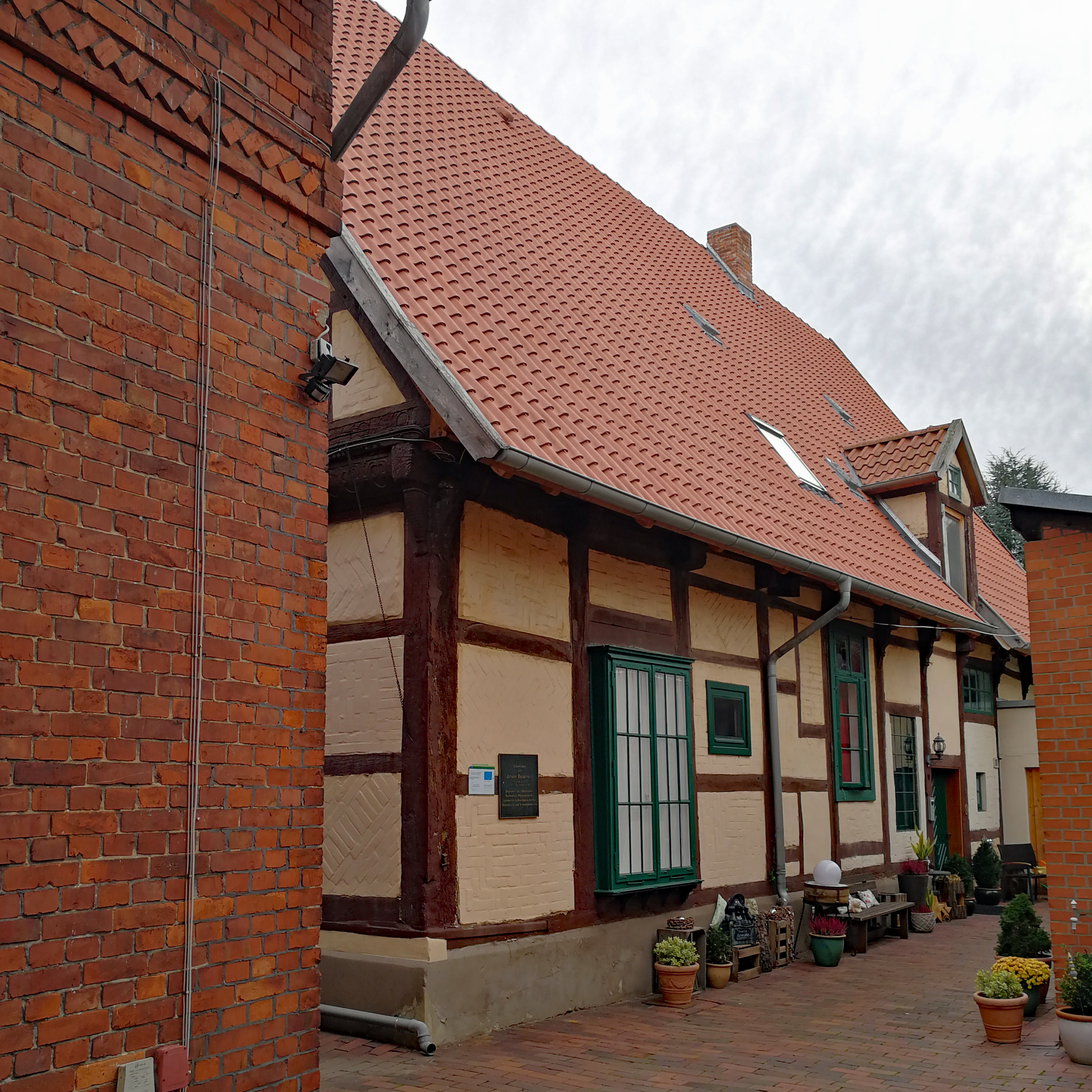
Beckmann-Haus

Das eingeschossige giebelständige Gebäude in Fachwerk mit Steinausfachungen, Satteldach, mehrfach auskragendem, reich ornamentierten und verbretterten Giebel wurde wohl in der 1. Hälfte des 17. Jahrhunderts gebaut. Gerundete Fußbänder, geschnitzte Knaggen, Rähme mit Inschriften und Beschlagwerkornamentik zieren das Haus.
Das Niedersächsische Landesamt für Denkmalpflege befand: „… geschichtliche Bedeutung … wegen seiner künstlerischen Bedeutung nicht alltäglicher künstlerischer und handwerklicher Gestaltwerte des reich ornamentierten Fachwerks …“
Nachweisbar befand sich hier die erste Posthalterei Hoyas, die von Nikolaus Beckmann und seiner Frau ab 1734 betrieben wurde. Der Ölonom Johann Beckmann wurde hier geboren. Er war Begründer der Technologie als akademisches Lehrfach, Mitbegründer der Landwirtschaftswissenschaften, Förderer der Warenkunde und Stammvater der Technikgeschichtsschreibung. 1987 wurde in Hoya die internationale Johann-Beckmann-Gesellschaft gegründet.